# Thomas W. Parks
Thomas W. Parks (* 16. März 1939 in Buffalo, New York; † 24. Dezember 2020) war ein US-amerikanischer Elektroingenieur und Professor für Elektrotechnik und Informationstechnik an der Cornell University. Er leistete Beiträge aus dem Bereich der digitalen Signalverarbeitung, insbesondere im Bereich digitaler Filter und deren Entwurfsmethoden. 2004 wurde ihm dafür die IEEE Jack S. Kilby Signal Processing Medal, gemeinsam mit James H. McClellan, für die Entwicklung des Parks–McClellan-Algorithmus verliehen.

## Leben
Parks schloss sein Studium der Elektrotechnik 1961 mit dem Bachelor und 1964 mit Master of Science ab. Er promovierte 1967 auf der Cornell University. Nach 1967 wechselte er mit einem Lehrauftrag in dem neu entstehenden Forschungsbereich der digitalen Signalverarbeitung an die Fakultät für Elektrotechnik der Rice University in Houston. 1972 publizierte er gemeinsam mit James McClellan den Parks–McClellan-Algorithmus, welcher deutlichen Einfluss auf die Dimensionierung bei digitalen FIR-Filtern hat. Von 1986 bis zu seiner Emeritierung war er wieder an der Cornell University tätig.

## Auszeichnungen
- 1973: Alexander von Humboldt Foundation Senior Scientist Award
- 1980: IEEE Signal Processing Society’s Technical Achievement Award
- 2004: IEEE Jack S. Kilby Signal Processing Medal, gemeinsam mit James H. McClellan

## Schriften (Auszug)
- gemeinsam mit C. S. Burrus: DFT/FFT Convolution Algorithms, John Wiley & Sons Inc, 1985, ISBN 0-471-81932-8
- Digital Filter Design, John Wiley & Sons Inc, 1987, ISBN 0-471-82896-3
- gemeinsam mit Douglas L. Jones: A Digital Signal Processing Laboratory Using the TMS 32010, Prentice Hall PTR, 1987, ISBN 0-13-212391-6
- gemeinsam mit Bernard A. Hutchins: A Digital Signal Processing Laboratory Using the TMS 320C25, Prentice Hall, 1990, ISBN 0-13-211723-1